# Liste der Anime-Titel/T

## T
| Name                                                                             | Alternative Namen | Veröffentlichungsjahr | Studio(s)                                                                   |
| -------------------------------------------------------------------------------- | --- | --------------------- | --------------------------------------------------------------------------- |
| Taboo Tattoo (12 Folgen)                                                         | タブー・タトゥー, Tabū Tatū | 2016 als Fernsehserie | J.C.Staff                                                                   |
| Tactics (25 Folgen)                                                              | タクティクス | 2004 als Fernsehserie | Studio Deen                                                                 |
| Tactical Roar (13 Folgen)                                                        | タクティカルロア, Takutikaru Roa | 2006 als Fernsehserie | Actas                                                                       |
| Tā-chan no Kaitei Ryokō                                                          | ターちゃんの海底旅行, Tahchan's Trip to the Bottom of the Sea | 1935 als Kurzfilm     | Masaoka                                                                     |
| Taiho Shichau zo (4 Folgen)                                                      | 逮捕しちゃうぞ, You’re Under Arrest! | 1994 als OVA          | Studio Deen                                                                 |
| ↳ Taiho Shichau zo (47 Folgen)                                                   | 逮捕しちゃうぞ, You’re Under Arrest! | 1996 als Fernsehserie | Studio Deen                                                                 |
| ↳ Taiho Shichau zo Special (21 Folgen)                                           | 逮捕しちゃうぞ Special | 1999 als Special      | Studio Deen                                                                 |
| ↳ Taiho Shichau zo: Second Season (26 Folgen)                                    | 逮捕しちゃうぞ SECOND SEASON | 2001 als Fernsehserie | Studio Deen                                                                 |
| ↳ You’re Under Arrest – Taiho Shichau zo (eine Folge)                            | YOU'RE UNDER ARREST 〜逮捕しちゃうぞ〜, You’re Under Arrest in America | 2002 als Special      | Studio Deen                                                                 |
| ↳ Taiho Shichau zo: Full Throttle (24 Folgen)                                    | 逮捕しちゃうぞフルスロットル, Taiho Shichau zo Furu Surottoru | 2007 als Fernsehserie | Studio Deen                                                                 |
| ↳ Taiho Shichau zo: The Movie                                                    | 逮捕しちゃうぞthe MOVIE | 1999 als Film         | Studio Deen                                                                 |
| Taimadō Gakuen 35 Shiken Shōtai (12 Folgen)                                      | 対魔導学園35試験小隊, AntiMagic Academy 35th Test Platoon | 2015 als Fernsehserie | Silver Link                                                                 |
| Taiyō no Ōji: Horusu no Daibōken                                                 | 太陽の王子 ホルスの大冒険, Little Norse Prince | 1968 als Film         | Tōei Dōga                                                                   |
| Taishō Yakyū Musume. (12 Folgen)                                                 | 大正野球娘. | 2009 als Fernsehserie | J.C.Staff                                                                   |
| Tako no Hone                                                                     | 蛸の骨, The Octopus Bone | 1927 als Kurzfilm     | Yokohama Cinema Shōkai                                                      |
| Talentless Nana (13 Folgen)                                                      | 無能なナナ, Munō na Nana | 2020 als Fernsehserie | Studio Bridge                                                               |
| Tales of Eternia: The Animation (13 Folgen)                                      | テイルズ オブ エターニア THE ANIMATION, Teiruzu obu Etānia: The Animation                                                                                                 | 2001 als Fernsehserie | Xebec, Production I.G                                                       |
| Tales of Phantasia: The Animation (4 Folgen)                                     | テイルズ オブ ファンタジア THE ANIMATION, Teiruzu obu Fantashia: The Animation                                                                                            | 2004 als OVA          | Actas                                                                       |
| Tales of Symphonia: The Animation (11 Folgen)                                    | テイルズ オブ シンフォニア THE ANIMATION, Teiruzu obu Shinfonia: The Animation                                                                                            | 2007 als OVA          | Ufotable                                                                    |
| Tales of Zestiria – Dōshi no Yoake (eine Folge)                                  | テイルズ オブ ゼスティリア 〜導師の夜明け〜, Teiruzu obu Zesutiria – Dōshi no Yoake                                                                                       | 2014 als Special      | Ufotable                                                                    |
| ↳ Tales of Zestiria the X (13 Folgen)                                            | テイルズ オブ ゼスティリア ザ クロス, Teiruzu obu Zesutiria Za Kurosu | 2016 als Fernsehserie | Ufotable                                                                    |
| ↳ Tales of Zestiria the X (? Folgen)                                             | テイルズ オブ ゼスティリア ザ クロス, Teiruzu obu Zesutiria Za Kurosu | 2017 als Fernsehserie | Ufotable                                                                    |
| Tamagotchi                                                                       | |                       |                                                                             |
| ↳ TV de Hakken! Tamagotchi (27 Folgen)                                           | TVで発見!!たまごっち | 1997 als Fernsehserie | Studio Gallop                                                               |
| ↳ Tamagotchi Honto no Hanashi                                                    | たまごっちホントのはなし | 1997 als Film         | Tōei Animation                                                              |
| ↳ Saikō! Tamagotchi (12 Folgen)                                                  | さぁイコー! たまごっち | 2007 als Fernsehserie | OLM Team OTA                                                                |
| ↳ Eiga de Tōjō! Tamagotchi Doki Doki! Uchū no Maigotchi!?                        | えいがでとーじょー! たまごっち ドキドキ! うちゅーのまいごっち!? | 2007 als Film         | OLM Team Kamei                                                              |
| ↳ Eiga! Tamagotchi Uchū Ichi Happy na Monogatari!?                               | 映画! たまごっち うちゅーいちハッピーな物語!? | 2008 als Film         | OLM Team Kamei                                                              |
| ↳ Tamagotchi! (143 Folgen)                                                       | たまごっち! | 2009 als Fernsehserie | OLM Team Kamei                                                              |
| ↳ Tamagotchi! Yume Kira Dream (49 Folgen)                                        | たまごっち! ゆめキラドリーム, Tamagotchi! Yume Kira Dorīmu | 2012 als Fernsehserie | OLM Team Kamei                                                              |
| ↳ Tamagotchi! – Miracle Friends (29 Folgen)                                      | たまごっち! 〜みらくるフレンズ〜, Tamagotchi! – Mirakuru Furenzu | 2013 als Fernsehserie | OLM Team Wasaki                                                             |
| ↳ Go-Go Tamagotchi! (50 Folgen)                                                  | GO-GO たまごっち! | 2013 als Fernsehserie | OLM Team Wasaki                                                             |
| ↳ Tamagotchi! Tamatomo Daishū Go (26 Folgen)                                     | たまごっち! たまともだいしゅーGO | 2015 als Fernsehserie | OLM Team Wasaki                                                             |
| Tamako Market (12 Folgen)                                                        | たまこまーけっと, Tamako Māketto | 2013 als Fernsehserie | Kyōto Animation                                                             |
| Tamayomi: The Baseball Girls (12 Folgen)                                         | 球詠, Tamayomi | 2020 als Fernsehserie | Studio A-Cat                                                                |
| Tamayura (4 Folgen)                                                              | たまゆら | 2010 als OVA          | Hal Film Maker                                                              |
| ↳ Tamayura – Hitotose (12 Folgen)                                                | たまゆら 〜hitotose〜, Tamayura – hitotose | 2012 als Fernsehserie | TYO Animations                                                              |
| ↳ Tamayura – More Aggressive (12 Folgen)                                         | たまゆら 〜もあぐれっしぶ〜, Tamayura – Mo Aguresshubu | 2013 als Fernsehserie | TYO Animations                                                              |
| Tanaka-kun wa Itsumo Kedaruge (12 Folgen)                                        | 田中くんはいつもけだるげ | 2016 als Fernsehserie | Silver Link                                                                 |
| Tanken Driland (37 Folgen)                                                       | 探検ドリランド, Tanken Dorirando | 2012 als Fernsehserie | Tōei Animation                                                              |
| ↳ Tanken Driland – 1000-nen no Mahō (51 Folgen)                                  | 探検ドリランド -1000年の真宝-, Tanken Dorirando – 1000-nen no Mahō | 2013 als Fernsehserie | Tōei Animation                                                              |
| Tantei Gakuen Q (45 Folgen)                                                      | 探偵学園Q | 2003 als Fernsehserie | Studio Pierrot                                                              |
| Tantei Opera Milky Holmes (12 Folgen)                                            | 探偵オペラ ミルキィホームズ, Tantei Opera Miruki Hōmuzu | 2010 als Fernsehserie | J.C.Staff                                                                   |
| ↳ Tantei Opera Milky Holmes: Summer Special (eine Folge)                         | 探偵オペラ ミルキィホームズ サマー・スペシャル, Tantei Opera Miruki Hōmuzu: Samā Supesharu                                                                                | 2011 als Special      | J.C.Staff, Artland                                                          |
| ↳ Tantei Opera Milky Holmes (12 Folgen)                                          | 探偵オペラ ミルキィホームズ, Tantei Opera Miruki Hōmuzu | 2012 als Fernsehserie | J.C.Staff, Artland                                                          |
| ↳ Futari wa Milky Holmes (12 Folgen)                                             | ふたりはミルキィホームズ, Futari wa Miruki Hōmuzu | 2013 als Fernsehserie | J.C.Staff, Nomad                                                            |
| ↳ Tantei Kageki Milky Holmes TD (12 Folgen)                                      | 探偵歌劇 ミルキィホームズ TD, Tantei Kageki Miruki Hōmuzu TD | 2015 als Fernsehserie | J.C.Staff, Nomad                                                            |
| Tao Tao – Tiergeschichten aus aller Welt (52 Folgen)                             | タオタオ絵本館 世界動物ばなし, Tao Tao Ehonkan – Sekai Dōbutsu-banashi, Tao Tao                                                                                           | 1983 als Fernsehserie |                                                                             |
| Tari Tari (13 Folgen)                                                            | TARI TARI | 2012 als Fernsehserie | P.A. Works                                                                  |
| Taro Alien (24 Folgen)                                                           | うちゅう人 田中太郎, Uchūjin Tanaka Tarō | 2000 als Fernsehserie | Studio Hibari                                                               |
| Taro, der kleine Drachenjunge                                                    | 龍の子太郎, Tatsu no Ko Taro | 1979 als Film         | Tōei Animation                                                              |
| Tarō no Bampei: Sensui-kan no Maki                                               | | 1918 als Kurzfilm     | Nikkatsu                                                                    |
| Tayutama – Kiss on my Deity (12 Folgen)                                          | タユタマ -Kiss on my Deity- | 2009 als Fernsehserie | Silver Link                                                                 |
| Tawawa On Monday (12 Folgen)                                                     | 月曜日のたわわ, Getsuyōbi no Tawawa | 2016 als Fernsehserie | Pine Jam                                                                    |
| ↳ Tawawa On Monday (2 Folgen)                                                    | 月曜日のたわわ, Getsuyōbi no Tawawa | 2016 als OVA          | Pine Jam                                                                    |
| ↳ Tawawa On Monday S2 (12 Folgen)                                                | 月曜日のたわわ, Getsuyōbi no Tawawa | 2021 als Fernsehserie | Yokohama Laboration Laboratory                                              |
| ↳ Tawawa On Monday S2 (eine Folge)                                               | 月曜日のたわわ, Getsuyōbi no Tawawa | 2021 als OVA          | Yokohama Laboration Laboratory                                              |
| Tears to Tiara (26 Folgen)                                                       | ティアーズ・トゥ・ティアラ, Tiāzu tu Tiara | 2009 als Fernsehserie | White Fox                                                                   |
| Tegami Bachi (25 Folgen)                                                         | テガミバチ, Letter Bee | 2009 als Fernsehserie | Studio Pierrot+                                                             |
| ↳ Tegami Bachi Reverse (25 Folgen)                                               | テガミバチ REVERSE | 2010 als Fernsehserie | Studio Pierrot+                                                             |
| Teizokurei Daydream (4 Folgen)                                                   | 低俗霊DAYDREAM, Ghost Talker's Daydream, Vulgar Ghost Daydream | 2004 als OVA          |                                                                             |
| Teki wa Kaizoku: Neko no Kyōen (6 Folgen)                                        | 敵は海賊 ~猫たちの饗宴~ | 1989 als OVA          | Kitty Film, Mitaka Studio                                                   |
| Tekken – Die Eiserne Faust                                                       | 鉄拳, Tekken | 1998 als Film         | Nakamura Production                                                         |
| Tekkon Kinkreet                                                                  | 鉄コン筋クリート, Tekkon Kinkurīto | 2006 als Film         | Studio 4°C                                                                  |
| Tēkyū (12 Folgen)                                                                | てーきゅう | 2012 als Fernsehserie | MAPPA                                                                       |
| ↳ Tēkyū (12 Folgen)                                                              | てーきゅう | 2013 als Fernsehserie | MAPPA                                                                       |
| ↳ Tēkyū (12 Folgen)                                                              | てーきゅう | 2013 als Fernsehserie | MAPPA                                                                       |
| ↳ Tēkyū (12 Folgen)                                                              | てーきゅう | 2015 als Fernsehserie | Millepensee                                                                 |
| ↳ Tēkyū (12 Folgen)                                                              | てーきゅう | 2015 als Fernsehserie | Millepensee                                                                 |
| ↳ Tēkyū (12 Folgen)                                                              | てーきゅう | 2015 als Fernsehserie | Millepensee                                                                 |
| ↳ Tēkyū (12 Folgen)                                                              | てーきゅう | 2016 als Fernsehserie | Millepensee                                                                 |
| ↳ Tēkyū (12 Folgen)                                                              | てーきゅう | 2016 als Fernsehserie | Millepensee                                                                 |
| ↳ Takamiya Nasuno Desu! (12 Folgen)                                              | 高宮なすのです! | 2015 als Fernsehserie | Millepensee                                                                 |
| ↳ Usakame (12 Folgen)                                                            | うさかめ | 2016 als Fernsehserie | Millepensee                                                                 |
| Telepathy Shōjo Ran (26 Folgen)                                                  | テレパシー少女「蘭」 | 2008 als Fernsehserie | TMS Entertainment                                                           |
| Tembatsu Angel Rabbie (eine Folge)                                               | 天罰エンジェルラビィ☆, XX Angel Rabbie | 2004 als OVA          | AIC Spirits                                                                 |
| Tempō Ibun: Ayakashi Ayashi (25 Folgen)                                          | 天保異聞 妖奇士 | 2006 als Fernsehserie | Bones                                                                       |
| Tenchi Muyō! Ryōōki (21 Folgen)                                                  | 天地無用! 魎皇鬼 | 1992 als OVA          | AIC                                                                         |
| ↳ Tenchi Muyō! (26 Folgen)                                                       | 天地無用!, Tenchi Universe | 1995 als Fernsehserie | AIC                                                                         |
| ↳ Tenchi Muyō! in Love                                                           | 天地無用! in LOVE | 1996 als Film         | AIC                                                                         |
| ↳ Tenchi Muyō! Manatsu no Eve                                                    | 天地無用! 真夏のイヴ, Tenchi Muyō! Manatsu no Ivu | 1997 als Film         | AIC                                                                         |
| ↳ Tenchi Muyō! in Love 2: Harukanaru Omoi                                        | 天地無用! in LOVE2 遙かなる想い | 1999 als Film         | AIC                                                                         |
| ↳ Shin Tenchi Muyō! (26 Folgen)                                                  | 新・天地無用! | 1997 als Fernsehserie | AIC                                                                         |
| ↳ Tenchi Muyō! GXP (26 Folgen)                                                   | 天地無用! GXP | 2002 als Fernsehserie | AIC                                                                         |
| ↳ Ai Tenchi Muyō! (50 Folgen)                                                    | 愛・天地無用! | 2014 als Fernsehserie | AIC                                                                         |
| Tengen Toppa Gurren-Lagann (27 Folgen)                                           | 天元突破グレンラガン | 2007 als Fernsehserie | Gainax                                                                      |
| ↳ Gurren Lagann Parallel Works (8 Folgen)                                        | グレパラ 〜グレンラガン パラレルワークス〜, Gurepara – Guren Ragan Parareru Wākusu                                                                                        | 2008 als Web-Anime    | Gainax                                                                      |
| ↳ Tengen Toppa Gurren Lagann: Gurren-hen                                         | 劇場版 天元突破グレンラガン 紅蓮篇, Gekijōban Tengen Toppa Guren Ragan: Guren-hen                                                                                         | 2008 als Film         | Gainax                                                                      |
| ↳ Tengen Toppa Gurren Lagann: Lagann-hen                                         | 劇場版 天元突破グレンラガン 螺巌篇, Gekijōban Tengen Toppa Guren Ragan: Ragan-hen                                                                                         | 2009 als Film         | Gainax                                                                      |
| Tenjo Tenge (24 Folgen)                                                          | 天上天下 | 2004 als Fernsehserie | Madhouse                                                                    |
| Tennis no Ōji-sama (178 Folgen)                                                  | テニスの王子様, The Prince of Tennis | 2001 als Fernsehserie | Production I.G                                                              |
| Tenshi na Konamaiki (50 Folgen)                                                  | 天使な小生意気 | 2002 als Fernsehserie | TMS Entertainment                                                           |
| Tenshi no Tamago                                                                 | 天使のたまご | 1983 als Film         | Tokuma Shoten                                                               |
| Terra Formars (13 Folgen)                                                        | テラフォーマーズ, Terafōmāzu | 2014 als Fernsehserie | Lidenfilms                                                                  |
| ↳ Terra Formars Revenge (13 Folgen)                                              | テラフォーマーズ リベンジ, Terafōmāzu Ribenji | 2016 als Fernsehserie | Lidenfilms, TYO Animations                                                  |
| Tesagure! Bukatsumono (12 Folgen)                                                | てさぐれ!部活もの | 2013 als Fernsehserie | Yaoyorozu                                                                   |
| ↳ Tesagure! Bukatsumono: Encore (12 Folgen)                                      | てさぐれ!部活もの あんこーる, Tesagure! Bukatsumono: Ankōru | 2014 als Fernsehserie | Yaoyorozu                                                                   |
| ↳ Tesagure! Bukatsumono: Purupurun Sharumu to Asobō (12 Folgen)                  | てさぐれ!部活もの すぴんおふ プルプルんシャルムと遊ぼう | 2015 als Fernsehserie | Yaoyorozu                                                                   |
| That Time I Got Reincarnated as a Slime (25 Folgen)                              | 転生したらスライムだった件, Tensei shitara Slime Datta Ken | 2018 als Fernsehserie | Eight Bit                                                                   |
| The Devil is a Part-Timer (13 Folgen)                                            | はたらく魔王さま!, Hataraku Maō-sama! | 2013 als Fernsehserie | White Fox                                                                   |
| The God of High School (13 Folgen)                                               | ゴッド・オブ・ハイスクール | 2020 als Fernsehserie | MAPPA                                                                       |
| The Great Passage (11 Folgen)                                                    | 舟を編む, Fune o Amu | 2016 als Fernsehserie | Zexcs                                                                       |
| The Testament of Sister New Devil (12 Folgen)                                    | 新妹魔王の契約者, Shinmai Maō no Tesutamento, Shinmai Maō no Testament | 2015 als Fernsehserie | Production IMS                                                              |
| ↳ The Testament of Sister New Devil Burst (10 Folgen)                            | 新妹魔王の契約者 BURST, Shinmai Maō no Tesutamento BURST, Shinmai Maō no Testament Burst                                                                                  | 2015 als Fernsehserie | Production IMS                                                              |
| The Quintessential Quintuplets (12 Folgen)                                       | 五等分の花嫁, Go-Tōbun no Hanayome | 2018 als Fernsehserie | Tezuka Productions                                                          |
| Tetsujin 28-gō (97 Folgen)                                                       | 鉄人28号, Gigantor | 1963 als Fernsehserie | TCJ                                                                         |
| ↳ Taiyō no Shisha Tetsujin: Tetsujin 28-gō (51 Folgen)                           | 太陽の使者 鉄人28号, The New Adventures of Gigantor | 1980 als Fernsehserie | TMS Entertainment                                                           |
| ↳ Chōdendō Robo: Tetsujin 28-gō FX (47 Folgen)                                   | 超電動ロボ 鉄人28号FX | 1992 als Fernsehserie | TMS Entertainment                                                           |
| ↳ Tetsujin 28-gō (26 Folgen)                                                     | 鉄人28号, Gigantor | 2004 als Fernsehserie | Palm Studio                                                                 |
| Tetsuwan Birdy (4 Folgen)                                                        | 鉄腕バーディー, Birdy the Mighty | 1996 als OVA          | Madhouse                                                                    |
| ↳ Tetsuwan Birdy: Decode (13 Folgen)                                             | 鉄腕バーディー DECODE, Birdy the Mighty Decode | 2008 als Fernsehserie | A-1 Pictures                                                                |
| ↳ Tetsuwan Birdy: Decode:02 (13 Folgen)                                          | 鉄腕バーディー DECODE:02, Birdy the Mighty Decode:02 | 2009 als Fernsehserie | A-1 Pictures                                                                |
| Texhnolyze (22 Folgen)                                                           | テクノライズ | 2003 als Fernsehserie | Madhouse                                                                    |
| The Third – Aoi Hitomi no Shōjo (24 Folgen)                                      | ザ・サード～蒼い瞳の少女~ | 2006 als Fernsehserie | Xebec                                                                       |
| Tiger & Bunny (25 Folgen)                                                        | TIGER & BUNNY | 2011 als Fernsehserie | Sunrise                                                                     |
| ↳ Gekijōban Tiger & Bunny – The Beginning                                        | 劇場版 TIGER & BUNNY -The Beginning- | 2012 als Film         | Sunrise                                                                     |
| ↳ Gekijōban Tiger & Bunny – The Rising                                           | 劇場版 TIGER & BUNNY -The Rising- | 2014 als Film         | Sunrise                                                                     |
| Tiger Mask W (? Folgen)                                                          | タイガーマスクW, Taigā Masuku W | 2016 als Fernsehserie | Tōei Animation                                                              |
| Time Stranger Kyōko: Chocola ni Omakase!                                         | 時空異邦人KYOKO ちょこらにおまかせ!, Taimu Sutorenjā Kyōko: Chokora ni Omakase!                                                                                           | 2001 als Kurzfilm     | Production I.G, Transarts                                                   |
| Time Travel Shōjo – Mari Waka to 8-nin to Kagakusha-tachi (12 Folgen)            | タイムトラベル少女〜マリ・ワカと8人の科学者たち〜, Taimu Toraberu Shōjo – Mari Waka to 8-nin to Kagakusha-tachi                                                           | 2016 als Fernsehserie | Wao World                                                                   |
| To – A Space Fantasy (2 Folgen)                                                  | TO | 2009 als OVA          |                                                                             |
| To Aru Hikūshi e no Tsuioku                                                      | とある飛空士への追憶 | 2011 als Film         | Madhouse                                                                    |
| ↳ To Aru Hikūshi e no Koiuta (13 Folgen)                                         | とある飛空士への恋歌 | 2014 als Fernsehserie | TMS Entertainment                                                           |
| To Aru Majutsu no Index (24 Folgen)                                              | とある魔術の禁書目録, To Aru Majutsu no Indekkusu | 2008 als Fernsehserie | J.C.Staff                                                                   |
| ↳ To Aru Majutsu no Index II (24 Folgen)                                         | とある魔術の禁書目録II, To Aru Majutsu no Indekkusu II | 2010 als Fernsehserie | J.C.Staff                                                                   |
| ↳ Gekijōban To Aru Majutsu no Index – Endymion no Kiseki                         | 劇場版 とある魔術の禁書目録 -エンデュミオンの奇蹟-, Gekijōban To Aru Majutsu no Indekkusu – Endyumiōn no Kiseki                                                           | 2013 als Film         | J.C.Staff                                                                   |
| To Aru Kagaku no Railgun (24 Folgen)                                             | とある科学の超電磁砲, To Aru Kagaku no Rērugan | 2009 als Fernsehserie | J.C.Staff                                                                   |
| ↳ To Aru Kagaku no Railgun S (24 Folgen)                                         | とある科学の超電磁砲S, To Aru Kagaku no Rērugan S | 2013 als Fernsehserie | J.C.Staff                                                                   |
| ↳ To Aru Kagaku no Railgun T (25 Folgen)                                         | とある科学の超電磁砲T, To Aru Kagaku no Rērugan T | 2020 als Fernsehserie | J.C.Staff                                                                   |
| To Be Hero (12 Folgen)                                                           | TO BE HERO | 2016 als Fernsehserie | Studio Lan!                                                                 |
| Tobira o Akete (eine Folge)                                                      | 扉を開けて | 1986 als OVA          | Kitty Film, Magic Bus                                                       |
| Tokyo Majin (26 Folgen)                                                          | 東京魔人學園剣風帖龖 | 2007 als Fernsehserie | AIC                                                                         |
| To Love-Ru -Trouble- (26 Folgen)                                                 | To LOVE る -とらぶる- | 2008 als Fernsehserie | Xebec                                                                       |
| ↳ Motto To Love-Ru -Trouble- (12 Folgen)                                         | もっとTo LOVEる -とらぶる- | 2010 als Fernsehserie | Xebec                                                                       |
| ↳ To Love-Ru -Trouble- Darkness (12 Folgen)                                      | To LOVEる -とらぶる- ダークネス | 2012 als Fernsehserie | Xebec                                                                       |
| ↳ To Love-Ru -Trouble- Darkness 2nd (14 Folgen)                                  | To LOVEる -とらぶる- ダークネス 2nd | 2015 als Fernsehserie | Xebec                                                                       |
| To Your Eternity (20 Folgen)                                                     | 不滅のあなたへ, Fumetsu no Anata e | 2021 als Fernsehserie | Brain’s Base                                                                |
| Togainu no Chi (12 Folgen)                                                       | 咎狗の血 | 2010 als Fernsehserie | A-1 Pictures                                                                |
| Tohai Densetu Akagi – Yamini Maiorita Tensai (26 Folgen)                         | 闘牌伝説アカギ 〜闇に舞い降りた天才〜 | 2005 als Fernsehserie | Madhouse                                                                    |
| ToHeart (13 Folgen)                                                              | トゥハート | 1999 als Fernsehserie | Oriental Light and Magic                                                    |
| ↳ ToHeart: Remember my memories (13 Folgen)                                      | | 2004 als Fernsehserie | AIC A.S.T.A., Oriental Light and Magic                                      |
| ↳ ToHeart2 (13 Folgen)                                                           | トゥハート2 | 2005 als Fernsehserie | Oriental Light and Magic, Studio Easter                                     |
| ↳ ToHeart2 (3 Folgen)                                                            | | 2007 als OVA          | Aquaplus, Chaos Project                                                     |
| ↳ ToHeart2ad (2 Folgen)                                                          | | 2008 als OVA          | Aquaplus, Chaos Project                                                     |
| ↳ ToHeart2 adplus (2 Folgen)                                                     | | 2009 als OVA          | Aquaplus, Chaos Project                                                     |
| Toilet-bound Hanako-kun (12 Folgen)                                              | 地縛少年花子くん, Jibaku Shōnen Hanako-kun | 2020 als Fernsehserie | Lerche                                                                      |
| Tōken Ranbu – Hanamaru (12 Folgen)                                               | 刀剣乱舞-花丸- | 2016 als Fernsehserie | Dōga Kōbō                                                                   |
| Tokio Kidō Police (2 Folgen)                                                     | TOKIO機動ポリス, Tokio Kidō Porisu, Tokyo Private Police | 1997 als OVA          | Green Bunny                                                                 |
| Tokkō (13 Folgen)                                                                | TOKKO 特公 | 2006 als Fernsehserie | AIC Spirits, Group TAC                                                      |
| Tōkyō Babylon (eine Folge)                                                       | 東京BABYLON | 1992 als OVA          | Madhouse                                                                    |
| ↳ Tōkyō Babylon 2 (eine Folge)                                                   | 東京BABYLON2 | 1994 als OVA          | Madhouse                                                                    |
| Tōkyō ESP (12 Folgen)                                                            | 東京ESP | 2014 als Fernsehserie | Xebec                                                                       |
| Tōkyō Ghoul (12 Folgen)                                                          | 東京喰種トーキョーグール, Tōkyō Gūru | 2014 als Fernsehserie | Studio Pierrot                                                              |
| ↳ Tōkyō Ghoul √A (12 Folgen)                                                     | 東京喰種トーキョーグール√A, Tōkyō Gūru √A | 2015 als Fernsehserie | Studio Pierrot                                                              |
| ↳ Tōkyō Ghoul: Jack (eine Folge)                                                 | 東京喰種トーキョーグール【JACK】, Tōkyō Gūru: Jack | 2015 als OVA          | Studio Pierrot                                                              |
| ↳ Tōkyō Ghoul: Pinto (eine Folge)                                                | 東京喰種-トーキョーグール- 【PINTO】, Tōkyō Gūru: Pinto | 2015 als OVA          | Studio Pierrot                                                              |
| Tokyo Godfathers                                                                 | 東京ゴッドファーザーズ, Tōkyō Goddofāzāzu | 2003 als Film         | Madhouse                                                                    |
| Tōkyō Jusshōden (6 Folgen)                                                       | 倒凶十将伝 | 1999 als OVA          | Zexcs                                                                       |
| Tokyo Magnitude 8.0 (11 Folgen)                                                  | 東京マグニチュード8.0, Tōkyō Magunichūdo 8.0 | 2009 als Fernsehserie | Bones, Kinema Citrus                                                        |
| Tōkyō Myū Myū (52 Folgen)                                                        | 東京ミュウミュウ, Tokyo Mew Mew | 2002 als Fernsehserie | Studio Pierrot                                                              |
| Tōkyō Ravens (24 Folgen)                                                         | 東京レイヴンズ, Tōkyō Reivunzu | 2013 als Fernsehserie | Eight Bit                                                                   |
| Tōkyō Underground (26 Folgen)                                                    | 東京アンダーグラウンド, Tōkyō Andāguraundo | 2002 als Fernsehserie | Studio Pierrot                                                              |
| Tokyu Nikudansen                                                                 | | 1943 als Kurzfilm     | Shochiku Doga Kenkyujo                                                      |
| Die tollen Fußballstars (128 Folgen)                                             | キャプテン翼, Captain Tsubasa | 1983 als Fernsehserie | Tōei Animation                                                              |
| ↳ Captain Tsubasa J (26 Folgen)                                                  | キャプテン翼J, Kyaputen Tsubasa J | 1994 als Fernsehserie | Studio Comet                                                                |
| ↳ Captain Tsubasa (52? Folgen)                                                   | キャプテン翼, Kyaputen Tsubasa | 2018 als Fernsehserie | David Production                                                            |
| Tom, Crosby und die Mäusebrigade                                                 | ジャックと豆の木, Jakku to Mame no Ki | 1974 als Film         | Group TAC                                                                   |
| Tom Sawyers Abenteuer (49 Folgen)                                                | トム・ソーヤーの冒険, Tom Sawyer no Bōken | 1980 als Fernsehserie | Nippon Animation                                                            |
| Tonari no Kaibutsu-kun (13 Folgen)                                               | となりの怪物くん | 2012 als Fernsehserie | Brain’s Base                                                                |
| Tonari no Seki-kun (13 Folgen)                                                   | となりの関くん | 2014 als Fernsehserie | Shin’ei Animation                                                           |
| ↳ Tonari no Seki-kun (8 Folgen)                                                  | となりの関くん | 2014 als Web-Anime    | Shin’ei Animation                                                           |
| TONIKAWA: Over the Moon for You (12 Folgen)                                      | トニカクカワイイ, Tonikaku Kawaii | 2020 als Fernsehserie | Seven Arcs                                                                  |
| Tonkatsu DJ Agetarō (12 Folgen)                                                  | とんかつDJアゲ太郎 | 2016 als Fernsehserie | Studio Deen                                                                 |
| Topo Gigio, die Weltraummaus (13 Folgen)                                         | 夢見るトッポジージョ, Yume Miru Topo Gigio | 1988 als Fernsehserie | Nippon Animation                                                            |
| Toradora! (25 Folgen)                                                            | とらドラ! | 2008 als Fernsehserie | J.C.Staff                                                                   |
| Toshokan Sensō (12 Folgen)                                                       | 図書館戦争 | 2008 als Fernsehserie | Production I.G                                                              |
| Total Eclipse (24 Folgen)                                                        | トータル・イクリプス, Tōtaru Ikuripusu, Muv-Luv Alternative: Total Eclipse                                                                                                | 2012 als Fernsehserie | ixtl, Satelight                                                             |
| Towa no Quon                                                                     | トワノクオン, Towa no Kuon | 2011 als Film         | Bones                                                                       |
| Training mit Hinako (eine Folge)                                                 | いっしょにとれーにんぐ TRAINING WITH HINAKO, Issho ni Torēningu: Training with Hinako, Issho ni Training: Training with Hinako                                            | 2009 als OVA          | Studio Hibari                                                               |
| ↳ Im Bett mit Hinako (eine Folge)                                                | いっしょにすりーぴんぐ SLEEPING WITH HINAKO, Issho ni Surīpingu: Sleeping with Hinako, Issho ni Sleeping: Sleeping with Hinako                                            | 2010 als OVA          | Studio Hibari                                                               |
| ↳ Im Bad mit Hinako (eine Folge)                                                 | いっしょにとれーにんぐ026 BATHTIME WITH HINAKO&HIYOKO, Issho ni Torēningu Ofuro: Bathtime with Hinako & Hiyoko, Issho ni Training 026: Bathtime with Hinako & Hiyoko      | 2010 als OVA          | Studio Hibari                                                               |
| Treasure Gaust (5 Folgen)                                                        | トレジャーガウスト, Toreshā Gausuto | 2007 als Fernsehserie | SynergySP                                                                   |
| Tatakae! Chō Robot Seimeitai Transformer: Scramble City Hatsudō-hen (eine Folge) | 戦え！超ロボット生命体トランスフォーマー スクランブルシティ発動編, Tatakae! Chō Robotto Seimeitai Toransufōmā: Sukuramburu Shiti Hatsudō-hen, Transformers: Scramble City | 1986 als OVA          | Tōei Animation                                                              |
| ↳ Transformer: The Headmasters (35 Folgen)                                       | トランスフォーマー ザ★ヘッドマスターズ, Transformers: The Headmasters | 1987 als Fernsehserie | Tōei Animation                                                              |
| ↳ Transformer: Chōjin Masterforce (42 Folgen)                                    | トランスフォーマー・超神マスターフォース, Transformers: Super-God Master Force                                                                                            | 1988 als Fernsehserie | Tōei Animation                                                              |
| ↳ Tatakae! Chō Robot Seimeitai Transformer: Victory (32 Folgen)                  | 戦え!超ロボット生命体 トランスフォーマービクトリー V, Tatakae! Chō Robotto Seimeitai Toransufōmā: Bikutorī, Transformers: Victory                                         | 1989 als Fernsehserie | Tōei Animation                                                              |
| ↳ Transformer: Zone (eine Folge)                                                 | トランスフォーマーZ, Toransufōmā: Zōn, Transformers Zone | 1990 als OVA          | Tōei Animation                                                              |
| ↳ Beast Wars II: Chō Seimeitai Transformer (43 Folgen)                           | ビーストウォーズⅡ 超生命体トランスフォーマー, Transformers: Beast Wars II                                                                                                 | 1998 als Fernsehserie | Ashi Production                                                             |
| ↳ Beast Wars II: Lion Convoy Kiki Ippatsu (eine Folge)                           | ビーストウォーズⅡ ライオンコンボイ、危機一髪! | 1998 als Special      | Echo Animation Studio, Pak Production, Sonsan Kikaku, Tsubaraya Productions |
| ↳ Chō Seimeitai Transformer: Beast Wars Neo (35 Folgen)                          | 超生命体トランスフォーマー ビーストウォーズ・ネオ, Transformers: Beast Wars Neo                                                                                           | 1999 als Fernsehserie | Ashi Production                                                             |
| ↳ Transformer: Car Robot (39 Folgen)                                             | トランスフォーマー カーロボット, Toransufōmā: Kāro Botto, Transformers: Robots in Disguise                                                                                | 2000 als Fernsehserie |                                                                             |
| ↳ Transformers: Armada (52 Folgen)                                               | 超ロボット生命体トランスフォーマー マイクロン伝説, Chō Robotto Seimeitai Toransufōmā: Maikuron Densetsu, Chō Robot Seimeitai Transformer: Micron Densetsu                 | 2002 als Fernsehserie | Actas                                                                       |
| ↳ Transformer: Superlink (52 Folgen)                                             | トランスフォーマー スーパーリンク, Toransufōmā: Sūpārinku, Transformers: Energon                                                                                          | 2004 als Fernsehserie | Actas                                                                       |
| ↳ Transformer: Galaxy Force (52 Folgen)                                          | トランスフォーマー ギャラクシーフォース, Toransufōmā: Gyarakushī Fōsu, Transformers: Cybertron                                                                            | 2005 als Fernsehserie | Gonzo                                                                       |
| Tränen der Erinnerung – Only Yesterday                                           | おもひでぽろぽろ, Omoide Poro Poro, Only Yesterday | 1991 als Film         | Studio Ghibli                                                               |
| Triage X (10 Folgen)                                                             | トリアージX, Toriāji X | 2015 als Fernsehserie | Xebec                                                                       |
| Triangle Heart: Sazanami Joshiryō (5 Folgen)                                     | とらいあんぐるハート さざなみ女子寮 | 2000 als OVA          | Mook DLE                                                                    |
| ↳ Triangle Heart – Sweet Songs Forever (4 Folgen)                                | とらいあんぐるハート ~Sweet Songs Forever~ | 2003 als OVA          | Seven Arcs                                                                  |
| Tribe Cool Crew (50 Folgen)                                                      | トライブクルクル, Toraibu Kuru Kuru | 2014 als Fernsehserie | Sunrise                                                                     |
| Trickster – Edogawa Rampo “Shōnen Tanteidan” yori (24 Folgen)                    | TRICKSTER -江戸川乱歩「少年探偵団」より- | 2016 als Fernsehserie | TMS Entertainment, Shin’ei Dōga                                             |
| Trigun (26 Folgen)                                                               | トライガン | 1998 als Fernsehserie | Madhouse                                                                    |
| ↳ Trigun: Badlands Rumble                                                        | | 2010 als Film         | Madhouse                                                                    |
| Trinity Blood (24 Folgen)                                                        | トリニティ・ブラッド, Toriniti Buraddo | 2005 als Fernsehserie | Gonzo                                                                       |
| Trinity Seven (12 Folgen)                                                        | トリニティセブン, Toriniti Sebun | 2014 als Fernsehserie | Seven Arcs Pictures                                                         |
| Trip Trek (4 Folgen)                                                             | | 2003 als Web-Anime    | Manglobe                                                                    |
| Trouble Chocolate (20 Folgen)                                                    | トラブルチョコレート | 1999 als Fernsehserie | AIC                                                                         |
| True Love Story – Summer Days, and yet (3 Folgen)                                | | 2003 als OVA          | KSS                                                                         |
| true tears (13 Folgen)                                                           | トゥルーティアーズ | 2008 als Fernsehserie | P.A. Works                                                                  |
| Tsubasa Chronicle (52 Folgen)                                                    | ツバサ・クロニクル〜年代記〜, Tsubasa Kuronikuru | 2005 als Fernsehserie | Bee Train                                                                   |
| ↳ Tsubasa Chronicle                                                              | 劇場版ツバサ・クロニクル〜年代記〜 鳥カゴの国の姫君, Gekijōban Tsubasa Kuronikuru: Torikago no Kuni no Himegimi, Tsubasa Chronicle: Torikago no Kuni no Himegimi          | 2005 als Film         | Production I.G                                                              |
| ↳ Tsubasa Tokyo Revelations (3 Folgen)                                           | ツバサ TOKYO REVELATIONS | 2007 als OVA          | Production I.G                                                              |
| ↳ Tsubasa: Shunraiki (2 Folgen)                                                  | ツバサ 春雷記 | 2009 als OVA          | Production I.G                                                              |
| Tsuki to Laika to Nosferatu (12 Folgen)                                          | | 2021 als Fernsehserie | Arvo Animation                                                              |
| Tsukigakirei (12 Folgen)                                                         | 月がきれい | 2017 als Fernsehserie | feel.                                                                       |
| Tsukinomiya no Ōjosama                                                           | Princess of the Moon Palace | 1934 als Kurzfilm     | Yokohama Cinema Shōkai                                                      |
| Tsukiuta. The Animation (13 Folgen)                                              | ツキウタ. THE ANIMATION | 2016 als Fernsehserie | Studio Pierrot                                                              |
| Tsukuyomi – Moon Phase (26 Folgen)                                               | 月詠 -MOON PHASE- | 2004 als Fernsehserie | Shaft                                                                       |
| Tsuritama (12 Folgen)                                                            | つり球 | 2012 als Fernsehserie | A-1 Pictures                                                                |
| Tsurune – Kazemai Kōkō Kyūdō-bu (13 Folgen)                                      | ツルネ -風舞高校弓道部- | 2018 als Fernsehserie | Kyōto Animation                                                             |
| Twin Star Exorcists (50 Folgen)                                                  | 双星の陰陽師, Sōsei no Onmyōji | 2016 als Fernsehserie | Studio Pierrot                                                              |
| Tytania (26 Folgen)                                                              | タイタニア | 2008 als Fernsehserie | Artland                                                                     |